# Aarc
Aarc (mong. аарц) – rodzaj sera wytwarzany przez mongolskich nomadów.
Aarc powstaje przez zagotowanie jogurtu. Odcedzona masa w płóciennym worku jest prasowana między deskami, a następnie łamana lub krojona końskim włosem. Ser suszony jest na dachu jurty.